# Johannes Olsson (musiker)
Uwe Sören Johannes Olsson, född 18 februari 1945 i Härnösand, är en svensk musiker (orgel) och konstnär. Han var medlem i gruppen Ola and the Janglers 1964–1971.

## Filmmusik
- 1967 – Ola & Julia

## Filmografi roller
- 1965 – Pang i bygget
- 1967 – Ola & Julia